# پرنده (فیلم ۱۹۸۹)
«پرنده» (انگلیسی: The Bird) فیلمی هندی است که در سال ۱۹۸۹ منتشر شد. از بازیگران آن می‌توان به جکی شروف، آنیل کاپور، مدوری دیکشیت و انوپم کهیر اشاره کرد.